# Institut aérotechnique
Pour les articles homonymes, voir IAT.
L'Institut aérotechnique (IAT) est un établissement public français dépendant du Conservatoire national des arts et métiers, spécialisé dans les études d'aérodynamique, situé à Saint-Cyr-l'École (Yvelines).
La création de cet institut est due à une initiative d'Henry Deutsch de la Meurthe, par ailleurs fondateur de l'Aéro-Club de France. Son inauguration eut lieu le 8 juillet 1911. Il dispose actuellement de plusieurs souffleries, dont certaines spécialisées dans les domaines automobile, ferroviaire et aérospatial. Concernant l'aéronautique, l'établissement dispose d'un partenariat avec l'Institut polytechnique des sciences avancées.